# Malahide
Malahide (Mullach Íde) é uma pequena cidade suburbana situada próximo à Dublin, no condado de Fingal, Irlanda.
A localidade está localizada a 16 quilômetros ao norte de Dublin, entre as cidades de Swords, Kinsealy e Portmarnock, em um estuário, em cujo lado oposto está Donabate.